# Ayuntamiento de Santa Fe (Granada)
El Ayuntamiento de Santa Fe es la institución que se encarga de gobernar el municipio de Santa Fe, España. Está presidido por el alcalde de Santa Fe, que desde 1979 es elegido democráticamente por sufragio universal. Actualmente ejerce el título Juan Cobo Ortiz, del PP.

## Órganos de gobierno

### Pleno

Composición del Ayuntamiento de Santa Fe tras las elecciones de 2023.
Partido Popular: 8 concejales
PSOE-A: 7 concejales
VOX: 1 concejal
Izquierda Unida: 1 concejal

En el Pleno se discuten y votan las cuestiones más importantes: presupuestos, ordenanzas municipales, etcétera. Está constituido por los concejales electos, presididos por el alcalde y asistidos por el secretario.
Tras las últimas elecciones municipales de 2023, el Pleno del Ayuntamiento de Santa Fe está compuesto por 8 concejales del PP, 7 concejales del PSOE, 1 de Vox y 1 concejal de  IU.
| Partido político                  | Nº de concejales | Miembros del grupo municipal |
| --------------------------------- | ---------------- | --- |
| Partido Popular                   | 8                | Juan Cobo Ortiz, Susana Leyva Pérez, Ángel López Carreño, Francisco Javier Valencia Jordán, Elisabeth Jiménez González, Rubén Martínez Bermúdez, Andrés Merlo Rodríguez (portavoz) y María del Carmen García Roldán |
| Partido Socialista Obrero Español | 7                | Patricia Carrasco Flores (portavoz), Carlos Alberto Marcos Martín, Susana Isabel Fraga Navarro, Pedro Carlos López Graos, María Luisa Tirado Heredia, Jesús Olgozo Casares e Isabel María Pérez García              |
| Vox                               | 1                | Silvia Clara Enríquez Gallego (portavoz) |
| Izquierda Unida                   | 1                | Nabil Finsi Vílchez (portavoz) |

### Junta de Gobierno
La Junta de Gobierno de Santa Fe se encarga de administrar los impuestos municipales, para costear los servicios públicos y la construcción de infraestructuras.
Está presidida por el alcalde e integrada por cinco concejales, nombrados y separados libremente por él, dando cuenta al Pleno. A nivel particular, cada uno de los concejales que integran la Junta de Gobierno mantiene una serie de competencias municipales propias respecto al área de su responsabilidad.
| Concejal                         | Partido político | Área Municipal |
| -------------------------------- | ---------------- | --- |
| Juan Cobo Ortiz                  | PP               | Alcalde-Presidente Polícia Local                                                                                                  |
| Francisco Javier Valencia Jordán | PP               | Primer Teniente de Alcalde Concejal de Deportes, Salud, Participación ciudadana y Financiación                                    |
| Susana Leyva Pérez               | PP               | Segunda Teniente de Alcalde Concejala de Mantenimiento, Medioambiente, Gobernación, Patrimonio, Infraestructuras y Obras públicas |
| Ángel López Carreño              | PP               | Tercer Teniente de Alcalde Concejal de Cultura, Turismo y Hermanamientos                                                          |
| Andrés Merlo Rodríguez           | PP               | Cuarto Teniente de Alcalde Concejal de Urbanismo, Personal y Contratación                                                         |
| Rubén Martínez Bermúdez          | PP               | Concejal de Hacienda, Gestión económica, Fiestas, Juventud, Comunicación y Nuevas tecnologías                                     |
| María del Carmen García Roldán   | PP               | Concejala de Educación, Formación y Convivencia                                                                                   |
| Elisabeth Jiménez González       | PP               | Concejala de Servicios sociales, Discapacidad, Igualdad y Políticas activas de empleo                                             |
| Silvia Clara Enríquez Gallego    | Vox              | Concejala de Agricultura, Familias, Comercio, Bienestar animal e Impulso cinegético                                               |
| Fuentes:                         |                  | |

### Alcalde-Presidente
Listado de alcaldes del Ayuntamiento de Santa Fe elegidos en el actual período democrático:
| Legislatura      | Titular                   | Titular                   | Partido político    | Partido político | Inicio de mandato   | Fin de mandato      | Notas |
| ---------------- | ------------------------- | ------------------------- | ------------------- | ---------------- | ------------------- | ------------------- | ----- |
| I legislatura    |                           | Antonio Callejas Arenas   |                     | PSOE             | 19 de abril de 1974 | 15 de junio de 1991 |       |
| II legislatura   |                           | Antonio Callejas Arenas   |                     | PSOE             | 19 de abril de 1974 | 15 de junio de 1991 |       |
| III legislatura  |                           | Antonio Callejas Arenas   |                     | PSOE             | 19 de abril de 1974 | 15 de junio de 1991 |       |
| IV legislatura   |                           | José Rodríguez Tabasco    | 15 de junio de 1991 | PSOE             | 14 de junio de 2003 |                     |       |
| V legislatura    |                           | José Rodríguez Tabasco    | 15 de junio de 1991 | PSOE             | 14 de junio de 2003 |                     |       |
| VI legislatura   |                           | José Rodríguez Tabasco    | 15 de junio de 1991 | PSOE             | 14 de junio de 2003 |                     |       |
| VII legislatura  |                           | Sergio Bueno Illescas     | 14 de junio de 2003 | PSOE             | 25 de junio de 2014 |                     |       |
| VIII legislatura |                           | Sergio Bueno Illescas     | 14 de junio de 2003 | PSOE             | 25 de junio de 2014 |                     |       |
| IX legislatura   |                           | Sergio Bueno Illescas     | 14 de junio de 2003 | PSOE             | 25 de junio de 2014 |                     |       |
|                  | José María Aponte Maestre | 25 de junio de 2014       | 15 de enero de 2015 | PSOE             |                     |                     |       |
|                  | Guzmán Morillas Muñoz     | 27 de enero de 2015       | 13 de junio de 2015 | PSOE             |                     |                     |       |
| X legislatura    |                           | Manuel Alberto Gil Corral | 13 de junio de 2015 | PSOE             | 20 de enero de 2023 |                     |       |
| XI legislatura   |                           | Manuel Alberto Gil Corral | 13 de junio de 2015 | PSOE             | 20 de enero de 2023 |                     |       |
|                  | Patricia Carrasco Flores  | 20 de enero de 2023       | 17 de junio de 2023 | PSOE             |                     |                     |       |
| XII legislatura  |                           | Juan Cobo Ortiz           |                     | PP               | 17 de junio de 2023 | Presente            |       |

## Sede

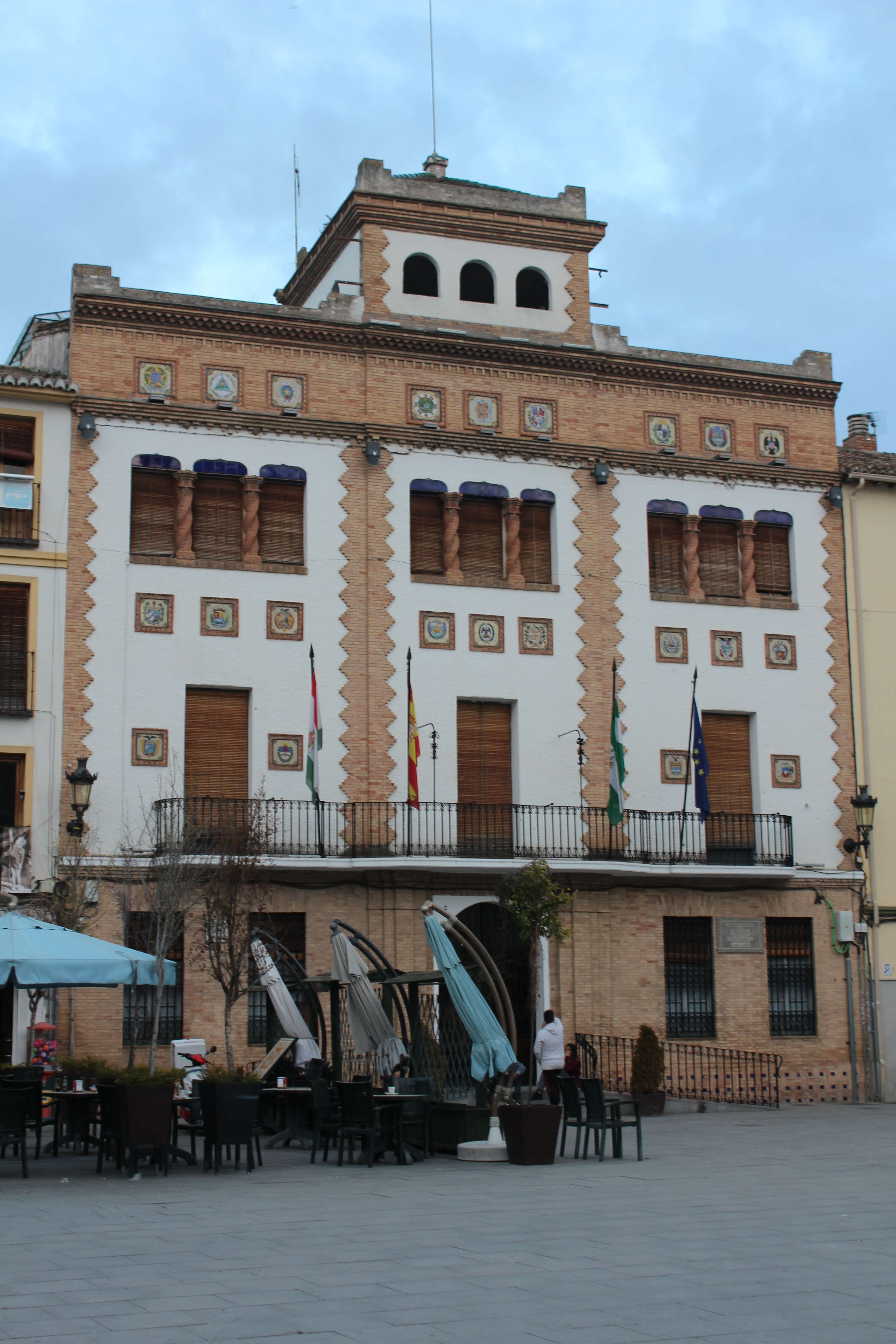
Sede del ayuntamiento de Santa Fe.

La sede se encuentra en la casa consistorial. Edificio de estilo neomudéjar, de tres pisos más un ático, mandado a construir en el año 1931, sobre el proyecto que realizó el arquitecto Francisco Fábregas Vehil, por el alcalde republicano Mariano López Rojas. La fachada está compuesta por ladrillos y placas de cerámica vidriada de estilo árabe. Las placas de cerámica muestran los escudos de todos los países hispanoamericanos.

## Resultados electorales
La política municipal de Santa Fe ha estado dominada por el PSOE desde las primeras elecciones municipales democráticas, ganando todas las convocatorias y llegando a conseguir la mayoría absoluta desde el año 1979 al año 2003 y en el período 2007-2001. En los períodos 2003-2007 y 2011-2019 el PSOE se mantuvo en la alcaldía gracias a su condición de partido más votado y mediante acuerdos puntuales con el resto de fuerzas políticas.
Tras las elecciones municipales de 2023 el popular Juan Cobo obtuvo el bastón de mando para su partido tras 44 años de gobierno ininterrumpido del Partido Socialista.

### Elecciones municipales de 2023
El Partido Popular se alzó con la victoria al obtener 8 de los 17 concejales, a uno de la mayoría absoluta. Por su parte Partido Socialista Obrero Español de Andalucía, Izquierda Unida Para la Gente y Vox se repartieron el resto de concejales obteniendo 7, 1 y 1 respectivamente.
| Candidatura     | Candidatura                                    | Votos  | %                              | Concejales                     |
| --------------- | ---------------------------------------------- | ------ | ------------------------------ | ------------------------------ |
|                 | Partido Popular                                | 3219   | 42.3                           | 8                              |
|                 | Partido Socialista Obrero Español de Andalucía | 2702   | 36.4                           | 7                              |
|                 | Vox                                            | 760    | 10.2                           | 1                              |
|                 | Izquierda Unida Para la Gente                  | 565    | 7.6                            | 1                              |
|                 | Podemos-Alianza Verde                          | 94     | 1.3                            | 0                              |
| Votos en blanco | Votos en blanco                                | 77     | 1.0                            | -                              |
| Votos válidos   | Votos válidos                                  | 7417   | 100                            | 17                             |
| Votos nulos     | Votos nulos                                    | 175    | Participación \| \| 64.09 % \| | Participación \| \| 64.09 % \| |
| Votantes        | Votantes                                       | 7592   | Participación \| \| 64.09 % \| | Participación \| \| 64.09 % \| |
| Electores       | Electores                                      | 11 845 | Participación \| \| 64.09 % \| | Participación \| \| 64.09 % \| |
|                 | 64.09 %                                        |        |                                |                                |

### Histórico de resultados de las elecciones municipales
| Elecciones |            |            |            | /          |            | AhoraSí /  | Juntos por Santa Fe |            | Candidatura Independiente de Santa Fe |            |
| ---------- | ---------- | ---------- | ---------- | ---------- | ---------- | ---------- | ------------------- | ---------- | ------------------------------------- | ---------- |
| Elecciones | Concejales | Concejales | Concejales | Concejales | Concejales | Concejales | Concejales          | Concejales | Concejales                            | Concejales |
| 2023       | 7          | 8          |            | 1          | 1          | 0          |                     |            |                                       |            |
| 2019       | 7          | 4          | 3          | 2          | 1          |            |                     |            |                                       |            |
| 2015       | 6          | 5          | 3          | 2          |            | 1          |                     |            |                                       |            |
| 2011       | 8          | 8          |            | 1          |            |            |                     |            |                                       |            |
| 2007       | 9          | 5          |            | 1          |            |            | 2                   |            |                                       |            |
| 2003       | 8          | 7          |            | 2          |            |            |                     |            |                                       |            |
| 1999       | 10         | 6          |            | 1          |            |            |                     |            |                                       |            |
| 1995       | 9          | 6          |            | 1          |            |            |                     |            |                                       |            |
| 1991       | 12         | 3          |            | 1          |            |            |                     | 1          |                                       |            |
| 1987       | 9          | 3          |            |            |            |            |                     | 2          | 3                                     |            |
| 1983       | 13         | 3          |            | 1          |            |            |                     | 0          |                                       |            |
| 1979       | 12         |            |            | 0          |            |            |                     |            |                                       | 5          |

| Elecciones                         | Concejales a elegir | Composición del pleno de la corporación | Fecha de constitución de la corporación |
| ---------------------------------- | ------------------- | --------------------------------------- | --------------------------------------- |
| Elecciones del 3 de abril de 1979  | 17 de 17            | -                                       | 19 de abril de 1979                     |
| Elecciones del 8 de mayo de 1983   | 17 de 17            | -                                       | -                                       |
| Elecciones del 10 de junio de 1987 | 17 de 17            | -                                       | -                                       |
| Elecciones del 26 de mayo de 1991  | 17 de 17            | -                                       | 15 de junio de 1991                     |
| Elecciones del 28 de mayo de 1995  | 17 de 17            | -                                       | -                                       |
| Elecciones del 13 de junio de 1999 | 17 de 17            | -                                       | -                                       |
| Elecciones del 25 de mayo de 2003  | 17 de 17            | -                                       | 14 de junio de 2003                     |
| Elecciones del 27 de mayo de 2007  | 17 de 17            | -                                       | -                                       |
| Elecciones del 22 de mayo de 2011  | 17 de 17            | -                                       | -                                       |
| Elecciones del 24 de mayo de 2015  | 17 de 17            | Pleno 2015-2019                         | 13 de junio de 2015                     |
| Elecciones del 26 de mayo de 2019  | 17 de 17            | Pleno 2019-2023                         | 15 de junio de 2019                     |
| Elecciones del 28 de mayo de 2023  | 17 de 17            | Pleno 2023-2027                         | 17 de junio de 2019                     |